# Rickleån
Der Rickleån ist ein Fluss im zentralen Teil Västerbottens in Nord-Schweden.
Der etwa 50 km lange Fluss bildet den Abfluss des Bygdeträsket, den er an dessen südöstlichem Ende bei Bygdsiljum verlässt. Er fließt in südöstlicher Richtung zum Bottnischen Meerbusen. Die Flussmündung liegt nordöstlich von Bygdeå, einziger größerer Ort am Flusslauf ist Robertsfors. Das Einzugsgebiet umfasst 1648,9 km². Einschließlich Quellflüssen hat das Flusssystem des Rickleån eine Länge von 110 km. Quellflüsse des Rickleån sind Risån, Sikån und Tallån. Einziger größerer Nebenfluss ist der Tvärån.
Der Fluss gilt als ein gutes Angelrevier.